# Isabel Clara de Habsburgo
Isabel Clara de Habsburgo (em italiano:  Isabella Clara d'Austria, em alemão:  Isabella Clara von Österreich; Innsbruck, 12 de agosto de 1629 – Mântua, 24 de fevereiro de 1685) foi a filha mais velha sobrevivente de Leopoldo V de Habsburgo e de Cláudia de Médici. Ela era um membro da Casa de Habsburgo, Arquiduquesa da Áustria e Duquesa de Mântua e Monferrato através de seu casamento com Carlos II.

## Biografia
Casou-se em 7 de novembro de 1649 com Carlos II de Gonzaga-Nevers (31 de outubro de 1629 - 14 de agosto de 1665), o qual se tornara duque de Mântua e de Monferrato, em 1637. A aliança entre os Habsburgo e os Gonzaga foi duplamente selada com o casamento de Leonor de Gonzaga-Nevers, irmã de Carlos, com Fernando III, Sacro Imperador Romano-Germânico.
Com esta importante aliança, Carlos conseguiu expulsar os franceses de Casale, capital do Monferrato, acordando, em seguida, com Luís XIV que o Monferrato não seria cedido nem a Espanha nem aos Saboias, permanecendo sob controlo dos Gonzagas.
Isabel deu a seu marido, que tinha como amante fixa Margarida della Rovere, apenas um filho, Fernando Carlos (31 de agosto de 1652 - 5 de julho de 1708), que sucedeu seu pai no governo de Mântua.
Quando ela ficou subitamente viúva, em 14 de agosto de 1665, assumiu a regência em nome de seu filho de treze anos, assistida no governo pelo Conde Francesco Carlo Bulgarini, um nobre de ascendência judaica, com quem há algum tempo tinha um relacionamento romântico.
Fernando Carlos assumiu o poder em 1670, com o titulo de Carlos III e, um ano depois, a conselho de sua mãe, casou-se com Ana Isabel Gonzaga do ramo dos Guastalla, fato que permitiu que, com a morte do sogro, herdasse Luzzara e Reggiolo.
Terminado a sua tarefa, Isabel, primeiro se retirou da vida privada no palácio de Goito, depois, por ordem do Imperador em 16 de dezembro de 1671, entrou para o convento de Santa Úrsula, onde permaneceu durante o resto de sua vida.